# کالج اوریل، آکسفورد
کالج اوریل، آکسفورد (انگلیسی: Oriel College, Oxford)یک کالج تشکیل دهنده دانشگاه آکسفورد در آکسفورد، انگلستان است. این کالج که در میدان اوریل واقع شده‌است وجه تمایز آن است که قدیمی‌ترین بنیاد سلطنتی در آکسفورد است. در به رسمیت شناختن این ارتباط سلطنتی، این کالج از نظر تاریخی به عنوان کالج کینگ و تالار پادشاه نیز شناخته می‌شود. سایت اصلی کالج شامل چهار سالن قرون وسطایی است: تالار بدل، تالار سنت مری، تالار سنت مارتین، و مسافرخانه تاکلی. اوریل آخرین کالج مردانه آکسفورد بود که در سال ۱۹۸۵، پس از بیش از شش قرن به عنوان یک مؤسسه کاملاً مردانه، زنان را پذیرفت. اما امروزه، تعداد زنان و مردان تقریباً برابر است. ازجمله فارغ التحصیلان برجسته دو برنده جایزه نوبل هستند. از جمله دارایی‌های قابل توجه اوریل می‌توان به نقاشی برنارد ون اورلی و سه قطعه بشقاب نقره ای متعلق به قرون وسطا اشاره کرد.

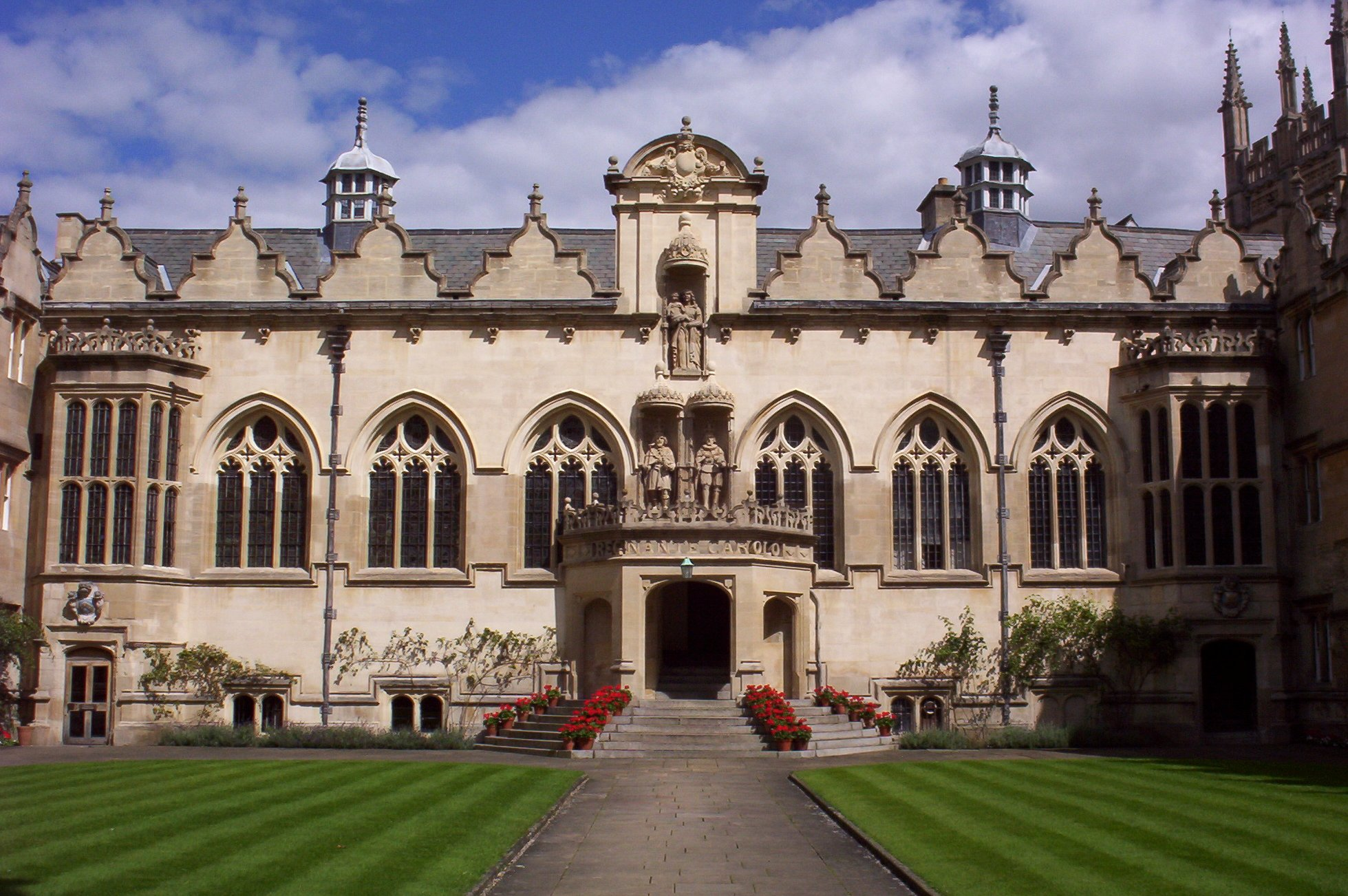
محدوده شرقی کالج؛ رواق مزین در مرکز به یک سالن منتهی می‌شود، درهای دو طرف به زیرخانه (سمت چپ) و نمازخانه (راست) منتهی می‌شوند.

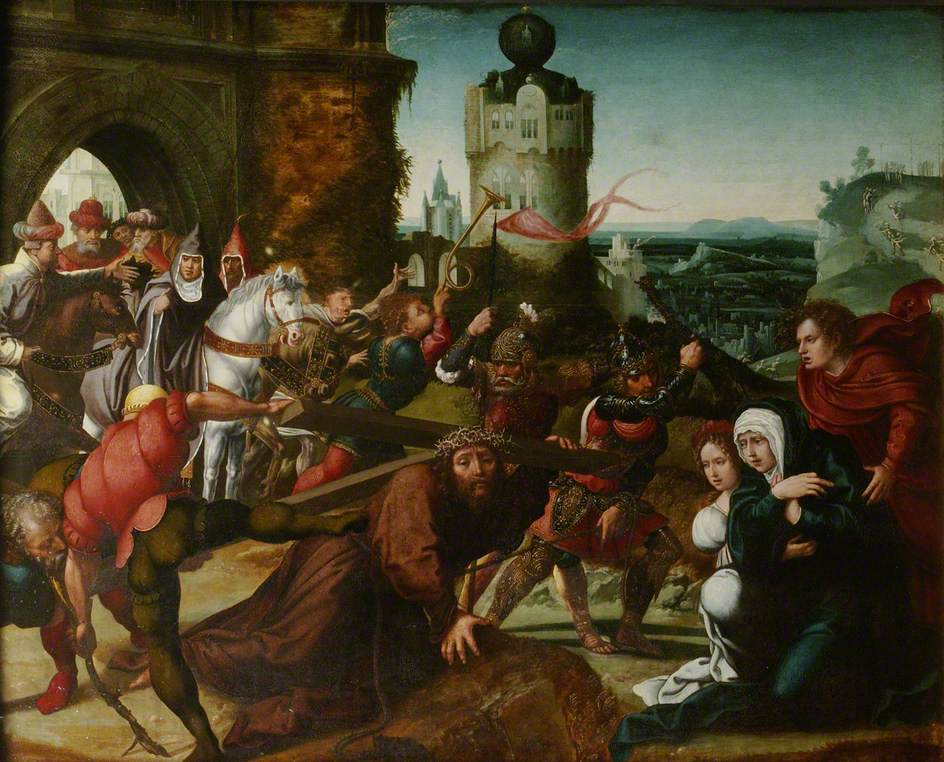
برنارد ون اورلی، مسیح با صلیب، در مقابل دروازه شهر سقوط می‌کند، نقاشی که در نمازخانه کالج آویزان است.

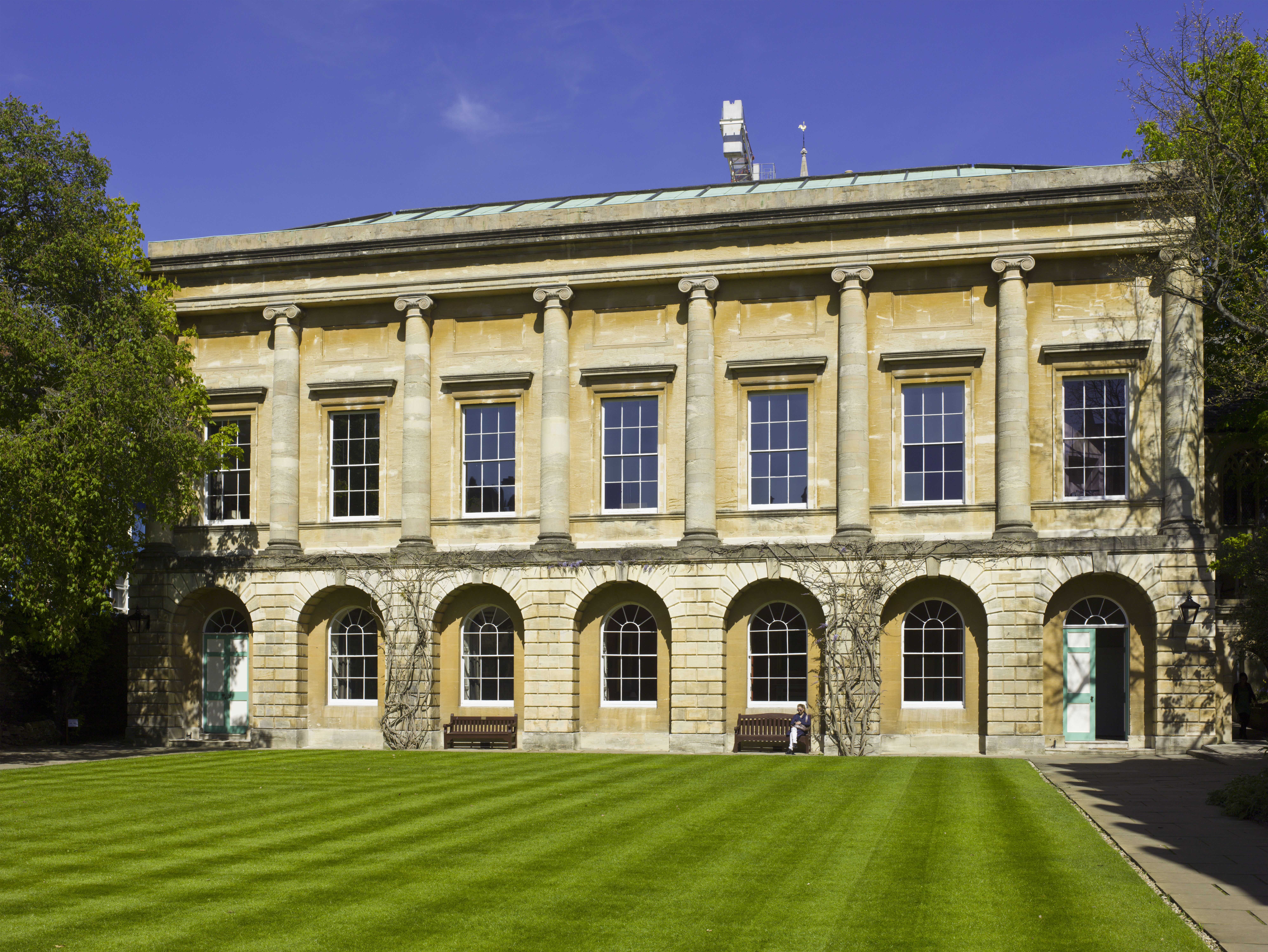
این ساختمان که توسط جیمز وایات طراحی و در سال ۱۷۹۶ تکمیل شده‌است، اتاق‌های عمومی و کتابخانه را در خود جای داده‌است.